# 华南北站
华南北站位于辽宁省大连市甘井子区，是大连地铁1号线的一个车站。本站曾因出入口周边环境不具备乘车条件而暂缓开通，后于2017年6月1日开通运营。

## 位置
华南北站位于甘井子区汇畅街与山东路交汇口北侧，临近汇通街西端。

## 结构
华南北站为岛式站台地下站。
| B1层 | 站厅层             | 站厅、自动售票机                    |
| B2层 | 轨道               | ← █ 1号线列车往华南广场（河口方向） |
| B2层 | 岛式站台，开左边门 |                                     |
| B2层 | 轨道               | █ 1号线列车往华北路（姚家方向）→    |

## 出入口
华南北站设置3个出入口，A出入口位于汇德街旁，D出入口位于汇德街西侧，B出入口暂未开通使用，无障碍电梯位于D出入口。
| 出口编号 | 出口指示 | 建议前往的目的地                     |
| -------- | -------- | ------------------------------------ |
| 出口 · A |          | 汇德街、山东路、汇畅街、远洋荣域小区 |
| 出口 · B |          | 汇德街                               |
| 出口 · D |          | 山东路                               |

## 公交换乘
本站附近暂未有公交线路提供换乘。